# Азми
Азми — река в России, течёт через Азнакаевский район Татарстана. Устье реки находится в 63 км по левому берегу реки Мелля (Милля). Длина реки — 11 км, площадь водосборного бассейна — 45,7 км².
От истока течёт на северо-восток. После села Кызыл Сукачы на высоте 194 м над уровнем моря принимает справа Чатру. Далее пересекает село Алькеево и постепенно поворачивает на юго-восток. Впадает в Меллю на высоте 147 м над уровнем моря, устье заболочено.

## Данные водного реестра
По данным государственного водного реестра России относится к Камскому бассейновому округу, водохозяйственный участок реки — Ик от истока и до устья, речной подбассейн реки — бассейны притоков Камы до впадения Белой. Речной бассейн реки — Кама.
Код объекта в государственном водном реестре — 10010101312111100028640.